# Sekundærrute 271

Sekundærrute 271 er en rutenummereret landevej på Falster.
Ruten strækker sig fra Stubbekøbing til Nykøbing F.
Rute 271 har en længde på ca. 19 km.